# Pero mnasilaria
Pero mnasilaria là một loài bướm đêm trong họ Geometridae.